# Denis Kornilov

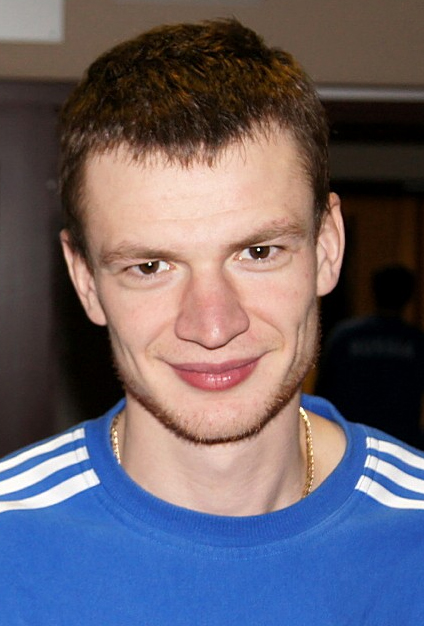
Denis Kornilov 2011.

Denis Aleksandrovitsj Kornilov (ryska: Денис Александрович Корнилов), född 17 augusti 1986 i Gorkij (nu Nizjnij Novgorod), Sovjetunionen, är en rysk backhoppare som har tävlat regelbundet i världscupen sedan år 2003. Han representerar SKA Nizhny Novogord.

## Karriär
Denis Kornilov debuterade internationellt i kontinentalcupen i Liberec i Tjeckien 22 december 2002. Han tävlade i junior-VM 2003 i Sollefteå i Sverige. Där blev han nummer 58. Under junior-VM 2004 i Stryn i Norge blev Kornilov nummer 31 i den individuella tävlingen och nummer 10 i lagtävlingen.
Kornilov deltog i skidflygnings-VM 2004 i Letalnica i Planica i Slovenien. Han slutade på en 27:e plats i individuella tävlingen. I lagtävlingen blev Ryssland nummer 7. Under skidflygnings-VM 2006 i Kulm i Bad Mitterndorf i Österrike blev han nummer 39 individuellt och nummer 7 i lagtävlingen. Kornilov tävlade även i VM i skidflygning 2008 i Heini Klopfer-backen i Oberstdorf i Tyskland. Här blev han nummer 26 individuellt och nummer 5 med ryska laget i lagtävlingen. I skidflygnings-VM 2012 i Vikersund i Norge blev han 22 individuellt och nummer 9 i lagtävlingen.
Under Skid-VM 2005 i Oberstdorf tävlade Kornilov i samtliga grenar. Individuellt blev han nummer 39 (normalbacken) och 26. I latävlingarna blev han nummer 5 i normalbacken och nummer 6 i stora backen. Kornilov deltog i samtliga grenar också i VM 2007 i Sapporo i Japan. Där blev han nummer 23 (normalbacken) och 47 individuellt. I lagtävlingen slutade ryska laget på en sjätteplats. I Skid-VM 2009 i Liberec blev han nummer 20 (normalbacken) och 22 individuellt och nummer åtta i lagtävlingen. Kornilov tävlade även i Skid-VM 2011 i Oslo i Norge. Han blev nummer 16 (individuellt) och nummer 9 (lag) i normalbacken (Midtstubakken). I stora backen (Holmenkollbakken) blev han nummer 32 individuellt och nummer 9 i lagtävlingen.
I olympiska spelen 2006 i Turin i Italien blev Kornilov nummer 33 (normalbacken) och 34 individuellt i Stadio del Trampolino i Pragelato. I lagtävlingen blev han nummer åtta. Under olympiska spelen 2010 i Vancouver i Kanada slutade Kornilov på en 26:e plats i normalbacken och en 35:e plats i stora backen i Whistler Olympic Park Ski Jumps. I lagtävlingen blev han nummer 10.
Denis Kornilov debuterade i världscupen i backhoppning i Engelberg i Schweiz 20 december 2003. Han blev nummer 18 i sin första världscuptävling. Kornilov har tävlat sju säsonger i världscupen. Som bäst hittills har han en andraplats i en deltävling. Bästa resultatet sammanlagt i världscupen kom säsongen 2006/2007 då han blev nummer 19 totalt. Som bäst i tysk-österrikiska backhopparveckan blev han säsongen 2011/2012 då han slutade som nummer 15 totalt.
Kornilov har två silvermedaljer från ryska mästerskap, 2009 och 2011.
Han deltog i Världsmästerskapen i nordisk skidsport 2019 i Innsbruck/Seefeld.